# 陸巽章
陸巽章（1485年—？），字子齊，直隸常州府武進縣人，軍籍，明朝政治人物。

## 生平
正德二年（1507年）丁卯科應天鄉試第二十五名舉人，三年（1508年）聯捷戊辰科會試第二十九名，二甲第二十五名進士。

## 家族
曾祖金淵，奉化縣訓導，贈戶部郎中；祖父金愷，戶部郎中；父陸簡，詹事兼翰林院侍讀學士，贈禮部右侍郎。母姚氏（封宜人）。永感下。兄陸含章、陸為章、陸曰章、陸奎章，弟陸敬章、陸來章、陸奐章、陸憲章、陸有章、陸德章、陸龍章。